# Regione di Ústí nad Labem
La regione di Ústí nad Labem (in ceco Ústecký kraj) è una regione (kraj) della Repubblica Ceca, situata nella parte nord-occidentale della regione storica della Boemia. Prende il nome dal capoluogo Ústí nad Labem.

## Distretti

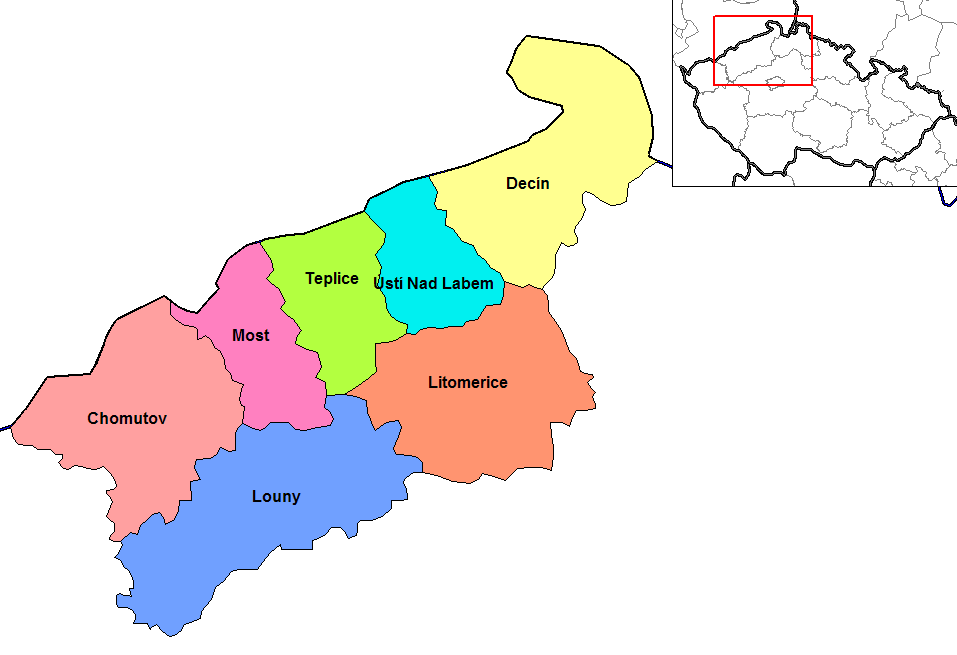
Distretti di Usti nad Labem

- Distretto di Chomutov
- Distretto di Děčín
- Distretto di Litoměřice
- Distretto di Louny
- Distretto di Most
- Distretto di Teplice
- Distretto di Ústí nad Labem

## Città
- Bílina
- Chomutov
- Děčín
- Kadan
- Louny
- Litoměřice
- Lovosice
- Most
- Teplice
- Terezín
- Ústí nad Labem
- Žatec

## Villaggi
- Srbská Kamenice, sito dell'incidente del JAT Yugoslav Flight 364 nel 1972

## Località di interesse
- Říp
- Pravcicka brana - Prebischtor